# Slovečna
Slovečna nebo Slavečna (ukrajinsky Словечна, bělorusky Славечна) je řeka v Žytomyrské oblasti na Ukrajině a v Homelské oblasti v Bělorusku. Je 158 km dlouhá. Povodí má rozlohu 3600 km².

## Průběh toku
Ústí zprava do řeky Pripjať (povodí Dněpru).

## Vodní režim
Zdrojem vody jsou především sněhové srážky. Průměrný průtok vody ve vzdálenosti 76 km od ústí činí 3,4 m³/s.

## Využití
Využívá se k plavení dřeva.